# NGC 4745
NGC 4745 est une galaxie lenticulaire située dans la constellation de la Chevelure de Bérénice. Sa vitesse par rapport au fond diffus cosmologique est de 7 590 ± 19 km/s, ce qui correspond à une distance de Hubble de 112,0 ± 7,8 Mpc (∼365 millions d'al). NGC 4745 a été découverte par l'astronome prussien Heinrich Louis d'Arrest en 1865.
En raison d'une brillance de surface égale à 14,62 mag/am2, on peut qualifier NGC 4745 de galaxie à faible brillance de surface (LSB en anglais pour low surface brightness). Les galaxies LSB sont des galaxies diffuses (D) avec une brillance de surface inférieure de moins d'une magnitude à celle du ciel nocturne ambiant.